# هنرمند (فیلم ۱۹۸۳)
هنرمند (به هندی: Kalaakaar) فیلمی محصول سال ۱۹۸۳ و به کارگردانی پی. سامباسیوا رائو است. در این فیلم بازیگرانی همچون سری دوی، کونال گواسامی، راکیش بیدی، شیرام لاگو ایفای نقش کرده‌اند.